# Martin Wolfram
Martin Wolfram  (* 29. Januar 1992 in Dresden) ist ein ehemaliger deutscher Wasserspringer und nunmehriger Trainer. Er startete für den Dresdner SC im Kunst- und Turmspringen sowie im Synchronspringen. Trainiert wurde er von Boris Rozenberg.
Wolfram feierte seine ersten Erfolge bei Junioren-Europameisterschaften. Im Jahr 2007 gewann er Gold vom 1-m- und 3-m-Brett und Bronze vom 10-m-Turm, 2010 erneut Bronze vom Turm. Bei Deutschen Meisterschaften konnte er seit dem Jahr 2007 dreimal Rang zwei und viermal Rang drei erspringen. Nach seinem zweiten Platz vom Turm bei den Deutschen Meisterschaften 2011 nominierte ihn der DSV für die Weltmeisterschaften 2011 in Shanghai. Wolfram erreichte bei seinem ersten internationalen Wettkampf im Erwachsenenbereich vom 10-m-Turm Rang 20 und schied im Vorkampf aus.

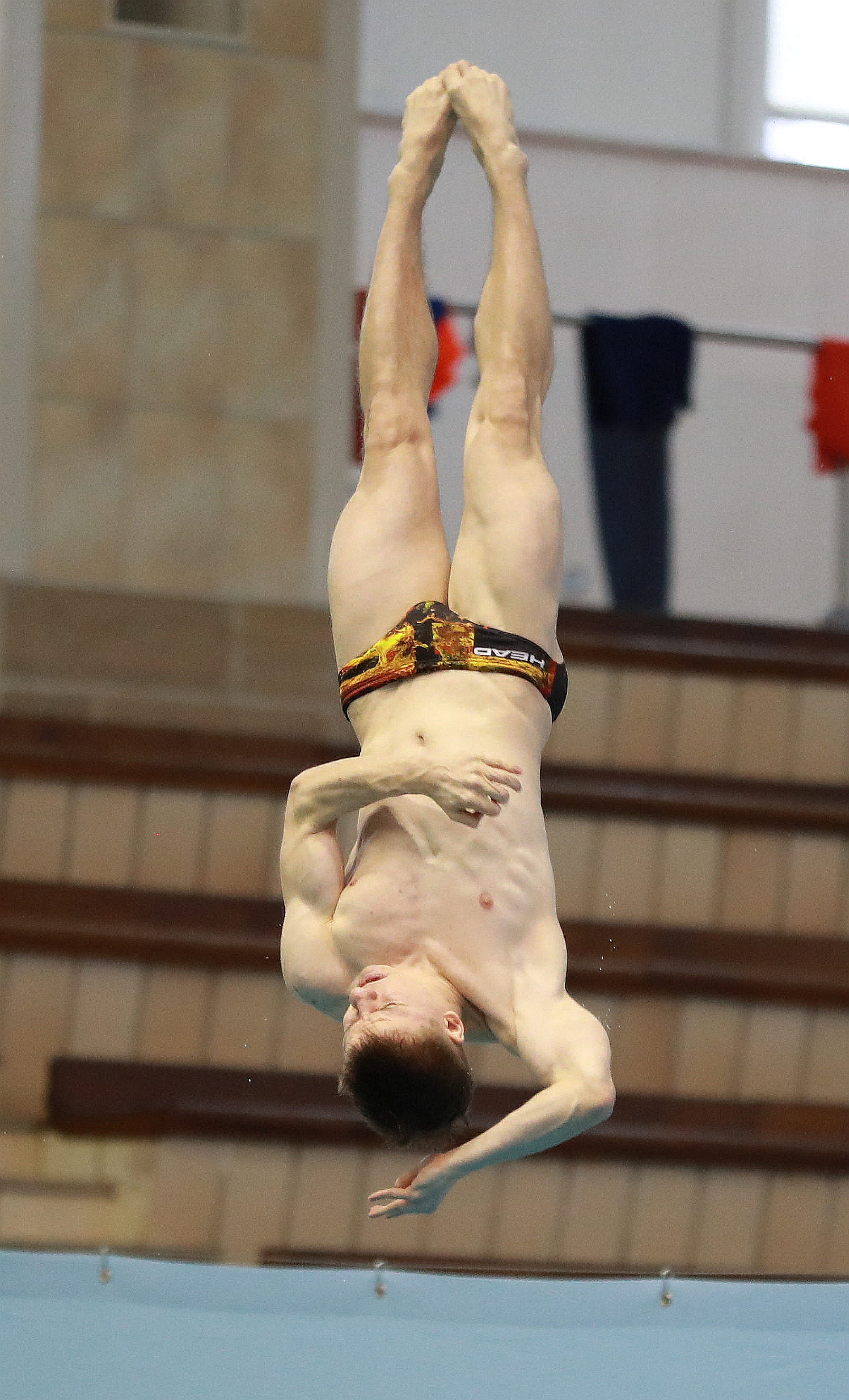
Wolfram bei den International Deutschen Hallenmeisterschaften im Jahr 2018

Bei den Olympischen Sommerspielen 2012 in London wurde er 8. im Wettkampf vom 10-m-Turm. Aufgrund seiner in London erlittenen Verletzungen wurde er mehrfach operiert. Um seine Schultern weniger zu belasten, dehnte er sein Training auf das Springen vom Brett aus und holte überraschend seine erste Medaille im Erwachsenenbereich bei den Europameisterschaften 2013 in Rostock nicht vom Turm (wo er nicht antrat), sondern im Springen vom 1-m-Brett, bei dem er Zweiter wurde. Die erste Goldmedaille gewann er am 13. Juni 2015 bei den Europameisterschaften 2015, die wieder in Rostock stattfanden.
Bei den Olympischen Sommerspielen 2016 in Rio de Janeiro erreichte er einen fünften Platz vom Turm.
Wolfram ist Sportsoldat der Bundeswehr-Sportfördergruppe im sächsischen Frankenberg.
Wolfram lebt in Dresden. Bereits bevor er im Mai 2022 das Ende seiner aktiven Karriere verkündete, wurde er Trainer in seinem Heimatverein Dresdner SC. Mit Jahresbeginn 2024 übernimmt Martin Wolfram von seinen früheren Trainer Boris Rozenberg, welcher Nationaltrainer der polnischen Wasserspringer wird, die Position des Bundesstützpunktrainers in Dresden.